# Las Vegas Parano (roman)
Cet article concerne le roman de Hunter S. Thompson. Pour le film adapté de ce livre, voir Las Vegas Parano.
Las Vegas Parano (titre original anglais : Fear and Loathing in Las Vegas: a Savage Journey to the Heart of the American Dream, littéralement « Peur et dégoût à Las Vegas : un voyage sauvage au coeur du Rêve Américain ») est un roman de Hunter S. Thompson, paru en 1971, qui a par la suite été adapté en 1998 par Terry Gilliam sous le même titre de Las Vegas Parano.